# Champions League (baanwielrennen)
De Champions League baanwielrennen (officieel bekend als UCI Track Champions League) zijn jaarlijkse terugkerende evenementen in het baanwielrennen die op verschillende plekken wereldwijd worden gehouden in verschillende disciplines en worden georganiseerd door de UCI en Discovery Channel. De competitie is opgericht in 2021.
Het toernooi is samen met de wereldkampioenschappen baanwielrennen en de Nations Cup een van de belangrijkste van het seizoen op de baan.
Het toernooi is onderverdeeld in twee delen met de verschillende disciplines, bestaande uit duur- en sprintonderdelen. Bij de duuronderdelen horen de afvalkoers en de scratch, tot de sprintonderdelen behoren de sprint en de keirin. De wedstrijden worden verreden in de maanden november en december. Elke winnaar van iedere discipline ontvangt € 25.000 aan prijzengeld, de eindwinnaar per onderdeel ontvangt € 500.000.

## Eindwinnaars

### Mannen

#### Duur
| Jaar | Eerste        | Tweede          | Derde         |
| ---- | ------------- | --------------- | ------------- |
| 2021 | Gavin Hoover  | Sebastián Mora  | Corbin Strong |
| 2022 | Claudio Imhof | Sebastián Mora  | Mark Stewart  |
| 2023 | Dylan Bibic   | William Tidball | Jules Hesters |
| 2024 |               |                 |               |

#### Sprint
| Jaar | Eerste             | Tweede             | Derde            |
| ---- | ------------------ | ------------------ | ---------------- |
| 2021 | Harrie Lavreysen   | Stefan Bötticher   | Mikhail Jakovlev |
| 2022 | Matthew Richardson | Harrie Lavreysen   | Stefan Bötticher |
| 2023 | Harrie Lavreysen   | Matthew Richardson | Mateusz Rudyk    |
| 2024 |                    |                    |                  |

### Vrouwen

#### Duur
| Jaar | Eerste           | Tweede          | Derde               |
| ---- | ---------------- | --------------- | ------------------- |
| 2021 | Katie Archibald  | Kirsten Wild    | Annette Edmondson   |
| 2022 | Jennifer Valente | Katie Archibald | Maggie Coles-Lyster |
| 2023 | Katie Archibald  | Anita Stenberg  | Lily Williams       |
| 2024 |                  |                 |                     |

#### Sprint
| Jaar | Eerste          | Tweede                   | Derde               |
| ---- | --------------- | ------------------------ | ------------------- |
| 2021 | Emma Hinze      | Lea Sophie Friedrich     | Kelsey Mitchell     |
| 2022 | Mathilde Gros   | Kelsey Mitchell          | Shanne Braspennincx |
| 2023 | Ellesse Andrews | Alessa-Catriona Pröpster | Martha Bayona       |
| 2024 |                 |                          |                     |

## Medaillespiegels

### Mannen
| Plaats | Land                | Goud | Zilver | Brons | Totaal |
| ------ | ------------------- | ---- | ------ | ----- | ------ |
| 1      | Nederland           | 2    | 1      | 0     | 3      |
| 2      | Australië           | 1    | 1      | 0     | 2      |
| 3      | Canada              | 1    | 0      | 0     | 1      |
| 3      | Verenigde Staten    | 1    | 0      | 0     | 1      |
| 3      | Zwitserland         | 1    | 0      | 0     | 1      |
| 6      | Spanje              | 0    | 2      | 0     | 2      |
| 7      | Duitsland           | 0    | 1      | 1     | 2      |
| 7      | Verenigd Koninkrijk | 0    | 1      | 1     | 2      |
| 9      | België              | 0    | 0      | 1     | 1      |
| 9      | Nieuw-Zeeland       | 0    | 0      | 1     | 1      |
| 9      | Polen               | 0    | 0      | 1     | 1      |
| 9      | Rusland             | 0    | 0      | 1     | 1      |

### Vrouwen
| Plaats | Land                | Goud | Zilver | Brons | Totaal |
| ------ | ------------------- | ---- | ------ | ----- | ------ |
| 1      | Verenigd Koninkrijk | 2    | 1      | 0     | 3      |
| 2      | Duitsland           | 1    | 2      | 0     | 3      |
| 3      | Verenigde Staten    | 1    | 0      | 1     | 2      |
| 4      | Frankrijk           | 1    | 0      | 0     | 1      |
| 4      | Nieuw-Zeeland       | 1    | 0      | 0     | 1      |
| 6      | Canada              | 0    | 1      | 2     | 3      |
| 7      | Nederland           | 0    | 1      | 1     | 2      |
| 8      | Noorwegen           | 0    | 1      | 0     | 1      |
| 9      | Colombia            | 0    | 0      | 1     | 1      |